# Marly-la-Ville
Marly-la-Ville är en kommun i departementet Val-d'Oise i regionen Île-de-France i norra Frankrike. Kommunen ligger i kantonen Luzarches som tillhör arrondissementet Sarcelles. År 2022 hade Marly-la-Ville 5 852 invånare.

## Befolkningsutveckling
Antalet invånare i kommunen Marly-la-Ville
| Referens: INSEE |